# 竞争与市场管理局
競爭及市場管理局是英國的競爭監管機構。它是英國的一個非內閣部門 ，負責加強英國市場的商業競爭以及防止和減少反競爭活動。競爭與市場管理局於2013年10月1日成立，並於2014年4月1日開始全面運作，當時它承擔了先前已廢除的競爭委員會和公平交易辦公室的許多職能。